# Nordbläster
Nordbläster är ett naturreservat i Mora kommun i Dalarnas län.
Området är naturskyddat sedan 2007 och är 371 hektar stort. Reservatet består av gammeltallskog och myrar av typen mjukmattekärr. 